# فاندا طرفية
فاندا طرفية (الاسم العلمي:Vanda limbata) هي نوع من النباتات تتبع جنس الفاندا من الفصيلة السحلبية. تم وصف هذا النوع من النبات علمياً لأول مرة من قبل كارل لودفيغ بلوم سنة 1849.